# Manolo Mesa
Manuel Mesa Quirós (San Roque, Cádiz, España, 26 de diciembre de 1952) es un exfutbolista y entrenador de fútbol español. El principal equipo a lo largo de su carrera fue el Real Sporting de Gijón, club donde militó doce temporadas en las que consiguió un subcampeonato de Liga, en la temporada 1978-79, y dos de Copa del Rey, en 1981 y 1982. Además, fue internacional en dos ocasiones con la selección española.

## Trayectoria
Comenzó su carrera profesional con dieciocho años en la Real Balompédica Linense. Después de cuatro temporadas en el club de La Línea de la Concepción, el ojeador Enrique Casas lo fichó para el Real Sporting de Gijón. Vistió la camiseta rojiblanca durante doce años, entre 1975 y 1987, en los que consiguió un segundo puesto en la Liga en la campaña 1978-79, además de disputar dos finales consecutivas de la Copa del Rey, en 1981 y 1982. El Sporting cayó derrotado en ambas ante el F. C. Barcelona y el Real Madrid C. F., respectivamente. Terminó su etapa sportinguista con 336 partidos y 36 goles en su cuenta particular.
En julio de 1987 fichó por el Real Murcia C. F., club con el que decidió rescindir su contrato durante la pretemporada para firmar finalmente con la Real Balompédica Linense en agosto del mismo año. En 1988 fue fichado por el Xerez C. D., donde jugó tres temporadas en las que disputó 93 encuentros y anotó cuatro goles. Abandonó la práctica del fútbol en 1992 en el club de su debut, la Balompédica Linense, a la edad de treinta y nueve años.

## Selección nacional
Fue internacional con la selección española en dos ocasiones. El día de su debut, en Cádiz, anotó el único gol de España en la derrota por 1-3 ante Dinamarca. Su segunda y última participación, durante el empate por 2-2 ante Checoslovaquia en Gijón, sólo duró ocho minutos, al tener que ser sustituido por Quini debido a una lesión.

## Clubes

### Como jugador
| Club                   | País   | Año       |
| ---------------------- | ------ | --------- |
| R. B. Linense          | España | 1971-1975 |
| Real Sporting de Gijón | España | 1975-1987 |
| R. B. Linense          | España | 1987-1988 |
| Xerez C. D.            | España | 1988-1991 |
| R. B. Linense          | España | 1991-1992 |

### Como entrenador
| Club            | País   | Año       |
| --------------- | ------ | --------- |
| C. D. San Roque | España | 2004-2009 |

## Trayectoria política
Manolo Mesa es asesor del Patronato Municipal de Deportes de San Roque desde 1993. En 2011, se presentó a las elecciones municipales como candidato a concejal del Ayuntamiento de San Roque por la candidatura del Partido Socialista Obrero Español. Pese a que su partido ganó las elecciones municipales, Mesa no llegó a ser elegido como edil finalmente.

## Reconocimientos
El Estadio Municipal Manolo Mesa, principal recinto deportivo de su ciudad natal, lleva su nombre.